# 아서 힐러

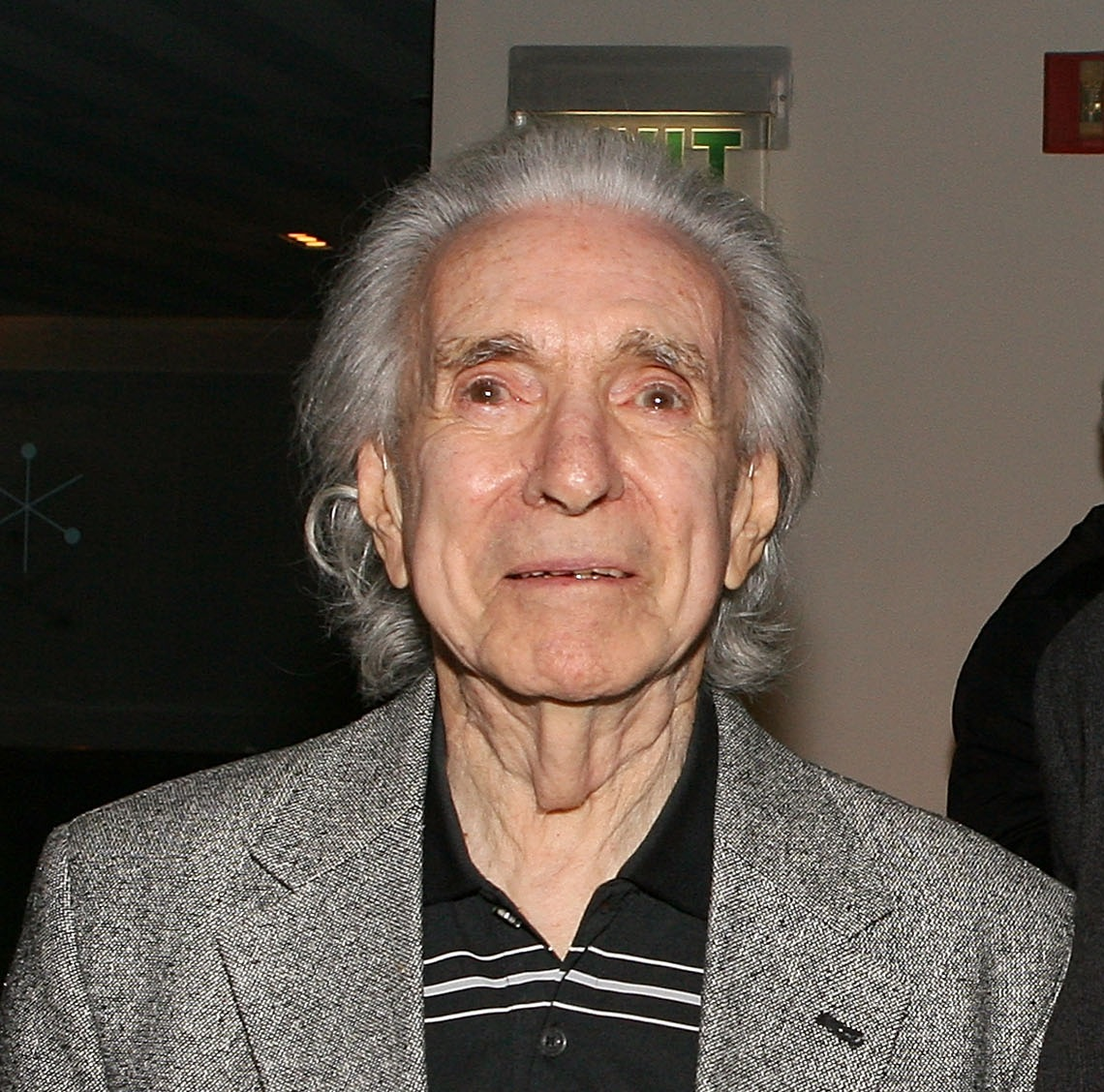
아서 힐러

아서 힐러(Arthur Hiller, 1923년 11월 22일 ~ 2016년 8월 17일)는 캐나다의 영화 감독이다.

## 작품
- 1957년 - 《캐리어스 이어스》
- 1963년 - 《휠러 딜러》
- 1963년 - 《미라클 오브 더 화이트 스탤리언스》
- 1964년 - 《에밀리를 미국 사람으로 만들기》
- 1965년 - 《프라미스 허 애니씽》
- 1966년 - 《페넬로피》
- 1967년 - 《타이거 메이크 아웃》
- 1967년 - 《토브럭》
- 1969년 - 《파피》
- 1970년 - 《아웃 오브 타우너스》
- 1971년 - 《러브스토리》
- 1971년 - 《종합병원》
- 1971년 - 《719호의 손님들》
- 1972년 - 《돈키호테》
- 1974년 - 《크레이지 월드 오브 줄리어스 브루더》
- 1975년 - 《맨 인 더 글래스 부스》
- 1976년 - 《어느 코미디언의 눈물》
- 1977년 - 《실버 스트릭》
- 1979년 - 《지참금 2백만불》
- 1979년 - 《나이트윙》
- 1982년 - 《브로드웨이에 막이 오를 때》
- 1982년 - 《두 남자》
- 1983년 - 《로맨틱 코미디》
- 1984년 - 《외로운 사내》
- 1984년 - 《끝없는 사랑》
- 1988년 - 《포춘》
- 1989년 - 《뉴욕 살인 사건》
- 1991년 - 《수첩 속의 행운》
- 1992년 - 《베이브》
- 1993년 - 《위기의 결합》
- 1996년 - 《카풀(Carpool)》
- 1997년 - 《알란 스미시 영화》
- 2006년 - 《퍽키드》